# لي هوي تايك
لي هوي تايك مواليد 11 أكتوبر 1946 في غيونغي، كوريا الجنوبية، هو لاعب كرة قدم كوري جنوبي دولي سابق كان يلعب كمهاجم.

## المسيرة الاحترافية

### أندية لعب لها
- بوهانغ ستيلرز

## روابط خارجية
- لي هوي تايك على موقع الاتحاد الدولي (مؤرشف)  (الإنجليزية)
- لي هوي تايك على موقع دوري كوريا الجنوبية (الإنجليزية)
- لي هوي تايك على موقع قاعدة بيانات كرة القدم.إي يو (الإنجليزية)
- لي هوي تايك على موقع ناشيونال فوتبول تيمز (الإنجليزية)
- لي هوي تايك على موقع Soccerway.com (الإنجليزية)